# Christo Slatinski
Christo Ewtimow Slatinski (* 22. Januar 1985 in Goze Deltschew) ist ein ehemaliger bulgarischer Fußballspieler.

## Karriere

### Verein
Christo Slatinski begann seine Karriere im Jahr 2001 bei Pirin Blagoewgrad, wo er in der Spielzeit 2001/02 zwei Ligaspiele absolvierte. Über die Jahre entwickelte sich er zu einem Stammspieler Pirins, ehe er im Sommer 2005 zu Lokomotive Plowdiw wechselte. In seiner zweiten Saison mit Plowdiw konnte er sich für den UEFA Intertoto Cup 2006 qualifizieren, allerdings scheiterte man in der zweiten Runde am rumänischen Verein Farul Constanța. In den zwei Jahren die Slatinski bei Lokomotive Plowdiw spielte, erzielte er in 45 Spielen zehn Tore. Im Jahr 2007 wechselte er zum Ligakonkurrenten Lokomotive Sofia und unterschrieb einen Drei-Jahres-Vertrag. Auch mit Lokomotive Sofia spielte er international und zwar nahm man an der ersten Runde des UEFA-Pokals 2007/08, jedoch scheiterte Sofia dort knapp am französischen Vertreter Stade Rennes. Im Folgejahr scheiterte man schon in der 2. Qualifikationsrunde an FK Borac Čačak aus Serbien. Nachdem Slatinski in drei Spielzeiten 74 Spiele absolviert und dabei sechs Tore erzielt hatte, kehrte er wieder zu Lokomotive Plowdiw zurück. Seine Rückkehr feierte er am 31. Juli 2010 beim 1:1 gegen Widima-Rakowski Sewliewo. In seiner ersten Saison kam er in 27 Ligaspielen auf insgesamt elf Tore, darunter jeweils ein Doppelpack gegen Kaliakra Kawarna und ZSKA Sofia. In der Folgespielzeit war Slatinski nicht ganz so erfolgreich, in 24 Spielen gelangen ihm lediglich sechs Tore. Allerdings spielte er aufgrund der Platzierung in der Saison 2011/12 im Jahr 2012 wieder europäisch und nahm mit Plowdiw an der Europa-League-Qualifikation teil. Doch schon in den ersten beiden Spielen scheiterte man am niederländischen Klub Vitesse Arnheim mit 5:7 nach Hin- und Rückspiel. In der Saison 2012/13 belegte nach der Endabrechnung nur den neunten Tabellenplatz, Slatinski erzielte vier Tore in 26 Ligaspielen.
Im Juni 2013 wechselte Slatinski zum amtierenden bulgarischen Meister Ludogorez Rasgrad. Sein erstes Spiel absolvierte er in der Qualifikation für die UEFA Champions League 2013/14, bei der 1:2-Niederlage gegen den slowakischen Verein ŠK Slovan Bratislava. Allerdings konnte man durch einen 3:0-Sieg im Rückspiel doch noch in die nächste Runde einziehen. Dort bezwang Rasgrad den serbischen Vertreter FK Partizan Belgrad, im Rückspiel erzielte Slatinski den 1:0-Siegtreffer per Elfmeter. Lediglich in der letzten Qualifikationsrunde zum Erreichen der Gruppenphase scheiterte Ludogorez am FC Basel. Durch die Niederlage rutschte Rasgrad in die Gruppenphase der UEFA Europa League 2013/14, wo man sich überraschenderweise in einer Gruppe mit der PSV Eindhoven, Dinamo Zagreb und Tschornomorez Odessa durchsetzte und ohne Niederlage mit 16 Punkten souverän Gruppenerster wurde. Slatinski erzielte lediglich im Gruppenspiel bei Tschornomorez Odessa abermals den 1:0-Siegtreffer. Auch in der A Grupa ließ ein Torerfolg nicht lange auf sich warten, am 12. Spieltag erzielte er beim 3:0-Auswärtssieg gegen den FC Pirin Goze Deltschew den 1:0-Führungstreffer durch einen verwandelten Elfmeter. Auch im Sechzehntelfinale der Europa League war Ludogorez Rasgrad als Außenseiter in der Lage für eine Überraschung zu sorgen. Am 20. Februar 2014 gelang ein sensationellen 1:0-Auswärtssieg bei Lazio Rom. Im Rückspiel war Slatinski mit einem Treffer erfolgreich und schaffte damit den Grundstein in einem packenden 3:3-Unentschieden, welches zum überraschenden Einzug ins Achtelfinale reichte. Doch im Achtelfinale scheiterte man am FC Valencia mit 0:1 und 0:3 letztendlich doch recht deutlich.
In den Playoffspielen um die bulgarische Meisterschaft 2013/14 führt Slatinski die Torschützenliste mit vier Toren aus vier Spielen an, drei von den vier Treffern resultierten aus Elfmetern.
Am 7. Mai 2014 sicherte er sich mit seiner Mannschaft durch einen 1:0-Sieg gegen seinen alten Verein Lokomotive Plowdiw zwei Spieltage vor Saisonende vorzeitig die Meisterschaft. Acht Tage später gewann er mit Rasgrad den bulgarischen Fußballpokal mit einem 1:0 gegen Botew Plowdiw.
Im Sommer 2015 verließ Slatinski Ludogorez und wechselte zu CS Universitatea Craiova nach Rumänien.

### Nationalmannschaft
Slatinski spielte von 2004 bis 2006 in der bulgarischen U-21-Nationalmannschaft, ehe er am 7. Oktober 2011 im Freundschaftsspiel gegen die Ukraine sein A-Länderspieldebüt absolvierte. Nach 67 Minuten wurde er letztendlich für Georgi Milanow ausgewechselt, der in diesem Spiel ebenfalls sein Länderspieldebüt feierte. Seitdem bestritt er insgesamt neun Länderspiele für sein Heimatland.

## Titel und Erfolge
Ludogorez Rasgrad
- A Grupa (2): 2013/14, 2014/15
- Bulgarischer Fußballpokal (1): 2014